# Concerto pour clarinette (Hindemith)
 (avril 2017).
Si vous disposez d'ouvrages ou d'articles de référence ou si vous connaissez des sites web de qualité traitant du thème abordé ici, merci de compléter l'article en donnant les références utiles à sa vérifiabilité et en les liant à la section « Notes et références ».
Pour les articles homonymes, voir Concerto pour clarinette (homonymie).
Le Concerto pour clarinette de Paul Hindemith est le premier d'une série de concertos pour instruments à vent, composés de 1947 et 1949. Il a été écrit en 1947 pour Benny Goodman, qui en assura la création en 1950 avec l'Orchestre de Philadelphie sous la direction d'Eugene Ormandy.
De style néo-classique, il est composé de quatre mouvements : le premier est un allegro symphonique, très lyrique et plein d'énergie ; le second est un scherzo complexe et plein d'esprit ; le troisième est une pastorale très gracieuse et le dernier mouvement est un rondo très vif, qui souligne l'intérêt que Hindemith portait à la clarinette comme instrument lyrique.
1. Ziemlich schnell
2. Schnell
3. Ruhig
4. Heiter

Il existe un enregistrement de cette œuvre, réalisé à Londres en 1956, avec le clarinettiste français Louis Cahuzac et le compositeur, à la tête de l'Orchestre Philharmonia.